# San Francesco in estasi (El Greco 1600)
San Francesco in estasi è un dipinto del pittore cretese El Greco realizzato nel 1600 e conservato nel Museo del Prado a Madrid in Spagna.

## Descrizione e stile
Molto probabilmente questo lavoro è stato fatto da un seguace di El Greco o dal suo laboratorio. L'iconografia ideata dal cretese per i francescani ha prodotto un'abbondante accettazione notevole dei suoi seguaci. Viene raffigurato San Francesco d'Assisi mentre riceve le stigmate da Gesù. È un'opera priva di illuminazione, sebbene di ottima fattura.